# 微軟認證應用程式專家

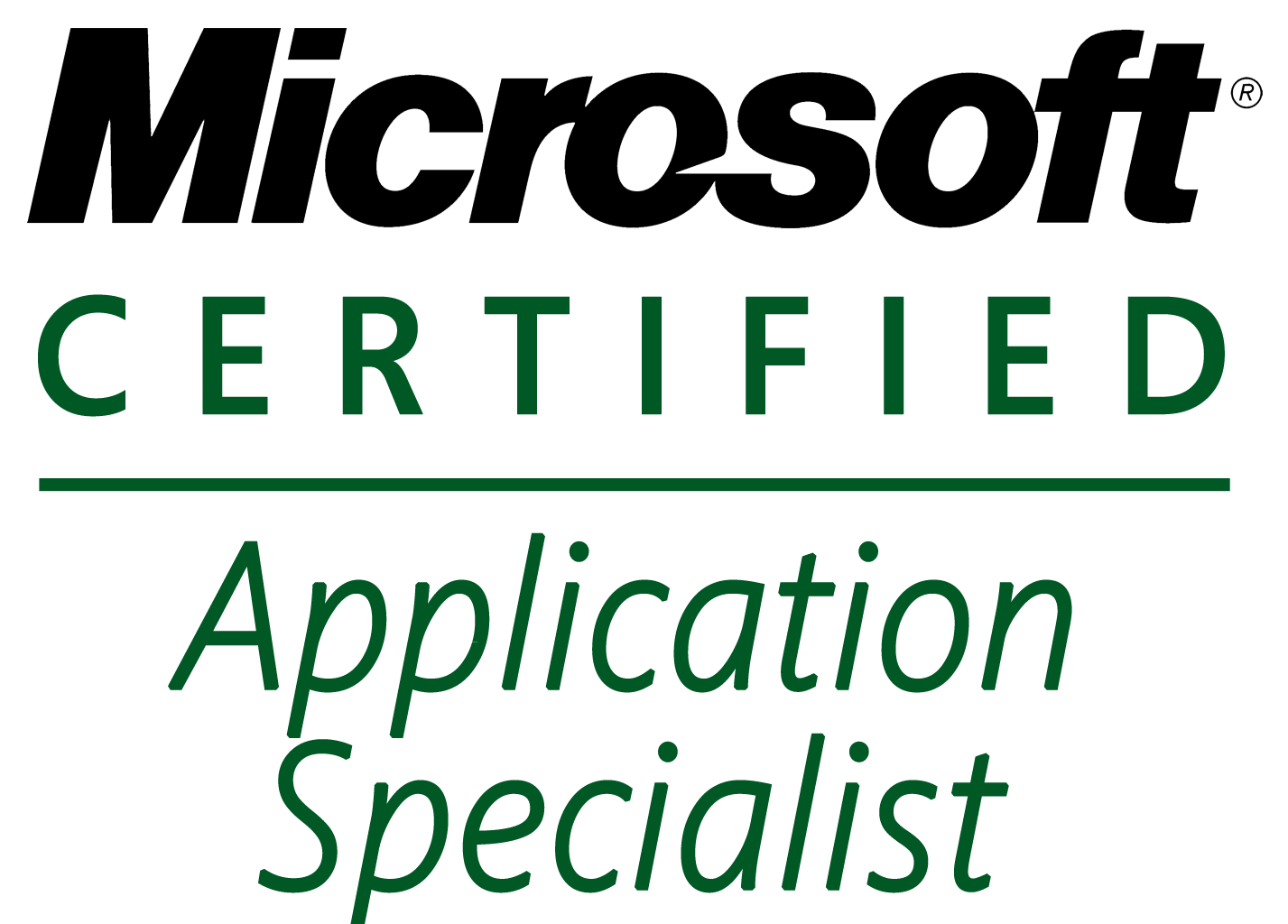
微軟認證應用程式專家標誌

微軟認證應用程式專家（Microsoft Certified Application Specialist, MCAS）是微軟在2007年度宣布的一項新認證，是微軟商務認證（Microsoft Business Certifications）的成員之一，它是用來替代MOS認證的，並且自Office 2007系列開始施行，目前多數考試都已經完成並開始供應。
由於MCAS與MCAP分流機制在市場未受到良好的反應，因此微軟決定不再提供MCAS和MCAP認證，一律以MOS（Microsoft Office Specialist）作為Office系列的認證。

## 資格與認證分離制
MCAS與微軟的MCTS、MCPD、MCITP、MCM、MCA等新一代認證相同，都是資格（credential）和技能認證（certification）分離，這代表了得到認證的考生更能夠凸顯出自己的專業能力，而雇主也可以很容易的找到目前需要的能力的人。因此MCAS就只是代表資格，而通過任一科考試時，即可以得到考試所對應的技能認證。
- MCAS: Windows Vista
- MCAS: Office Word 2007
- MCAS: Office Excel 2007
- MCAS: Office PowerPoint 2007
- MCAS: Office Outlook 2007
- MCAS: Office Access 2007

## MCAS大師級
等同如上通過4科考試即可獲取大師級的證照
而大師級的證照會跟著你考過的第4張證照一併寄出

## MCAS講師認證

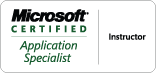
MCAS講師認證標章

MCASI（Microsoft Certified Application Specialist: Instructor）則是由官方認可的MCAS課程講師，代表取得此認證的教師可以在課堂中教授MCAS認證相關的課程，以及使用官方教材。
若想取得MCASI認證，則必須要先通過下列考試：
- Exam 77-600: MCAS: Windows Vista for the Business Worker
- Exam 77-601: MCAS: Using Microsoft Office Word 2007
- Exam 77-602: MCAS: Using Microsoft Office Excel 2007
- Exam 77-603: MCAS: Using Microsoft Office PowerPoint 2007
- Exam 77-604: MCAS: Using Microsoft Office Outlook 2007

然後提交下列三種資格之一的證明文件：
1. 具備講師證或學校聘書，足以證明講師資格的文件
2. 推荐信，足以證明具備二年以上教學經驗的推荐信。
3. 具備以下講師資格：CSO Group, CompTIA, Certified Internet Webmaster, Cisco Systems, Citrix, Lotus, Microsoft (MCT), Novell, Oracle or Santa Cruz Operation.

## 考試種類
MCAS目前已推出的考試，都是以Office 2007為主，並首次加入了Windows Vista操作系列的考試（與MCTS: Windows Vista Configuration不同）：
- Exam 77-600: MCAS: Windows Vista for the Business Worker
- Exam 77-601: MCAS: Using Microsoft Office Word 2007
- Exam 77-602: MCAS: Using Microsoft Office Excel 2007
- Exam 77-603: MCAS: Using Microsoft Office PowerPoint 2007
- Exam 77-604: MCAS: Using Microsoft Office Outlook 2007
- Exam 77-605: MCAS: Using Microsoft Office Access 2007

除了正式的考試外，微軟還推行一種稱為Microsoft Official Pre-Test的先期測驗方式，可以用正式考試約三分之一左右的價格，先試測自己的能力，測驗結束後會得到一份建議的準備清單。
MCAS和MOS考試一樣，也提供了本地化語系的考試，目前支援下列語言：
- 英文
- 繁體中文
- 簡體中文
- 法文
- 德文
- 希臘文
- 義大利文
- 日文
- 韓文
- 葡萄牙語（巴西）
- 葡萄牙語（葡萄牙）
- 俄文
- 西班牙文

## 報名方式與費用
考試的報名方式和MOS相同，MCAS考試仍是由Certiport公司提供考試服務，詳見MOS認證中的「報名方式」一節，考試費用在美國是89美元，在台灣則是新台幣2,580元。